# Don McFarlane
Don McFarlane, född 18 maj 1926, död 5 mars 2008, var en friidrottare från Kanada. Han deltog vid olympiska sommarspelen 1948.